# Hrobky Atuánu
Hrobky Atuánu, jiným názvem Atuánské hrobky (anglicky The Tombs of Atuan) je fantasy román americké spisovatelky Ursuly Kroeber Le Guinové vydaný americkým nakladatelstvím Atheneum Books v roce 1971. Dílo náleží do cyklu Zeměmoří a v roce 1972 bylo nominováno na cenu Mythopoeic v kategorii „Fantasy“. Česky knihu vydalo poprvé nakladatelství AF 167 v roce 1994.
Jedná se o druhou knihu z původní trilogie zasazené do prostředí souostroví Zeměmoří. Příběh se odehrává několik let po událostech z prvního dílu série, knihy Čaroděj Zeměmoří.

## Postavy
- Ged – čaroděj
- Kossil
- Manan – eunuch
- Tenar – kněžka atuánských hrobek
- Thar

## Česká a slovenská vydání
Pod názvem Hrobky Atuánu:
- (česky) Hrobky Atuánu, 1. vydání, nakladatelství AF 167, 1994, ISBN 80-85384-12-4, překlad Petr Kotrle, 136 stran, vázaná, náklad 5 000, autor obálky Karel Soukup
- (slovensky) Hrobky Atuánu, nakladatelství Slovart, 2004, ISBN 80-7145-945-3, překlad Stanislav Dančiak a Branislav Varsik, 180 stran, vázaná

Pod názvem Atuánské hrobky:
- (česky) Atuánské hrobky, 2. vydání, nakladatelství Triton, 2003, edice Trifid č. 27, ISBN 80-7254-339-3, překlad Petr Kotrle, 184 stran, brožovaná, autor obálky Milan Fibiger

## Překlady knihy
- Angličtina: The Tombs of Atuan (originál)
- Bulharština: Гробниците на Атуан
- Čeština: Hrobky Atuánu, AF 167, 1994
- Hebrejština: הקברים של אטואן
- Italština: Le tombe di Atuan
- Polština: Grobowce Atuanu
- Rumunština: Mormintele din Atuan
- Ruština: Гробницы Атуана
- Slovenština: Hrobky Atuánu, Slovart 2004
- Španělština: Las tumbas de Atuan
- Švédština: Gravkamrarna i Atuan
- Ukrajinština: Гробниці Атуану